# Patricia Nolin
Pour les articles homonymes, voir Nolin.
Patricia Nolin (née à Montréal le 17 mars 1940 - ) est une actrice québécoise.

## Biographie

### Théâtre
- Les Jumeaux d'Urantia de Normand Canac-Marquis (Théâtre d'Aujourd'hui, 1989)

## Filmographie

### Cinéma
- 1964 : Solange dans nos campagnes
- 1964 : La Terre à boire : Dominique
- 1976 : La Piastre : Madeleine Tremblay
- 1979 : Mother Tongue
- 1982 : La Quarantaine : Françoise
- 1985 : Le Vieillard et l'Enfant
- 1985 : La Dame en couleurs : Agnès Laberge à 40 ans
- 1988 : Portion d'éternité : Hélène
- 1990 : Cargo : Michelle
- 2005 : Maman Last Call : Simone Malenfant
- 2005 : Familia : Estelle
- 2019 : Il pleuvait des oiseaux : Mlle Polson

### Télévision
- 1957 : Le Survenant (série télévisée) : Marie-Didace Beauchemin
- 1958 - 1959 : Marie-Didace (série télévisée) : Marie-Didace Beauchemin
- 1960 - 1962 : La Côte de sable (série télévisée) : Barbara
- 1968 : Les Atomistes de Léonard Keigel : Agnès Beauchamp
- 1976 - 1979 : Grand-Papa (série télévisée) : Sœur Marie Lamontagne
- 1976 : L’Océan :téléfilm de Marie Claire Blais : Maria
- 1978 : Duplessis (feuilleton TV) : Auréa Cloutier
- 1980 - 1981 : Au jour le jour (série télévisée) : Catherine Brassard
- 1982 - 1983 : S.O.S. j'écoute (série télévisée)
- 1983 - 1985 : La Vie promise (série télévisée) : Dr Suzanne Mercier
- 1985 - 1988 : Le Parc des braves (série télévisée) : Geneviève Adler (18 épisodes)
- 1993 - 1997 : Sous un ciel variable (série télévisée) : Camille Rousseau
- 1996 : Virginie (série télévisée) : Marie Lalonde
- 1997 : Urgence (série télévisée) : Dr Denise Lussier
- 2007 : Nos étés (série télévisée) : Evelyne Desrochers, 84 ans
- 2009 - 2013 : Yamaska (série télévisée) : Marthe Brabant
- 2013 : Toute la vérité (série télévisée) : Marthe Brabant
- 2013 : Les Argonautes (série télévisée) : Indira
- 2017 : Béliveau (mini-série) : Élise Béliveau, de nos jours